# Righeira '83-'85
Righeira '83-'85 är ett samlingsalbum av den italienska italo disco-duon Righeira, utgivet 1985 via skivbolaget CGD.

## Låtlista
| 1.           | "L'estate sta finendo" | Stefano Righi, Stefano Rota, Carmelo La Bionda | 3:46  |
| 2.           | "Disco Volante"        | Stefano Righi                                  | 4:46  |
| 3.           | "Gli parlerò di te"    | Stefano Righi                                  | 4:18  |
| 4.           | "No Tengo Dinero"      | Stefano Rota, Carmelo La Bionda                | 3:20  |
| 5.           | "Kon Tiki"             | Stefano Righi                                  | 4:29  |
| Total längd: | Total längd:           | Total längd:                                   | 20:39 |

| 1.           | "Hey Mama"             | Stefano Righi, Stefano Rota, Michelangelo La Bionda, Carmelo La Bionda, Luca Orioli | 5:32  |
| 2.           | "Luciano Serra Pilota" | Stefano Righi                                                                       | 3:25  |
| 3.           | "Tanzen Mit Righeira"  | Stefano Righi                                                                       | 3:44  |
| 4.           | "Vamos a la playa"     | Stefano Righi, Carmelo La Bionda                                                    | 3:38  |
| 5.           | "Jazz Musik"           | Hermann Weindorf                                                                    | 3:47  |
| 6.           | "Prima dell'estate"    | Stefano Righi, Stefano Rota, Carmelo La Bionda                                      | 3:00  |
| Total längd: | Total längd:           | Total längd:                                                                        | 23:06 |